# 貝薩內斯山
45°11′N 7°04′E / 45.18°N 7.07°E

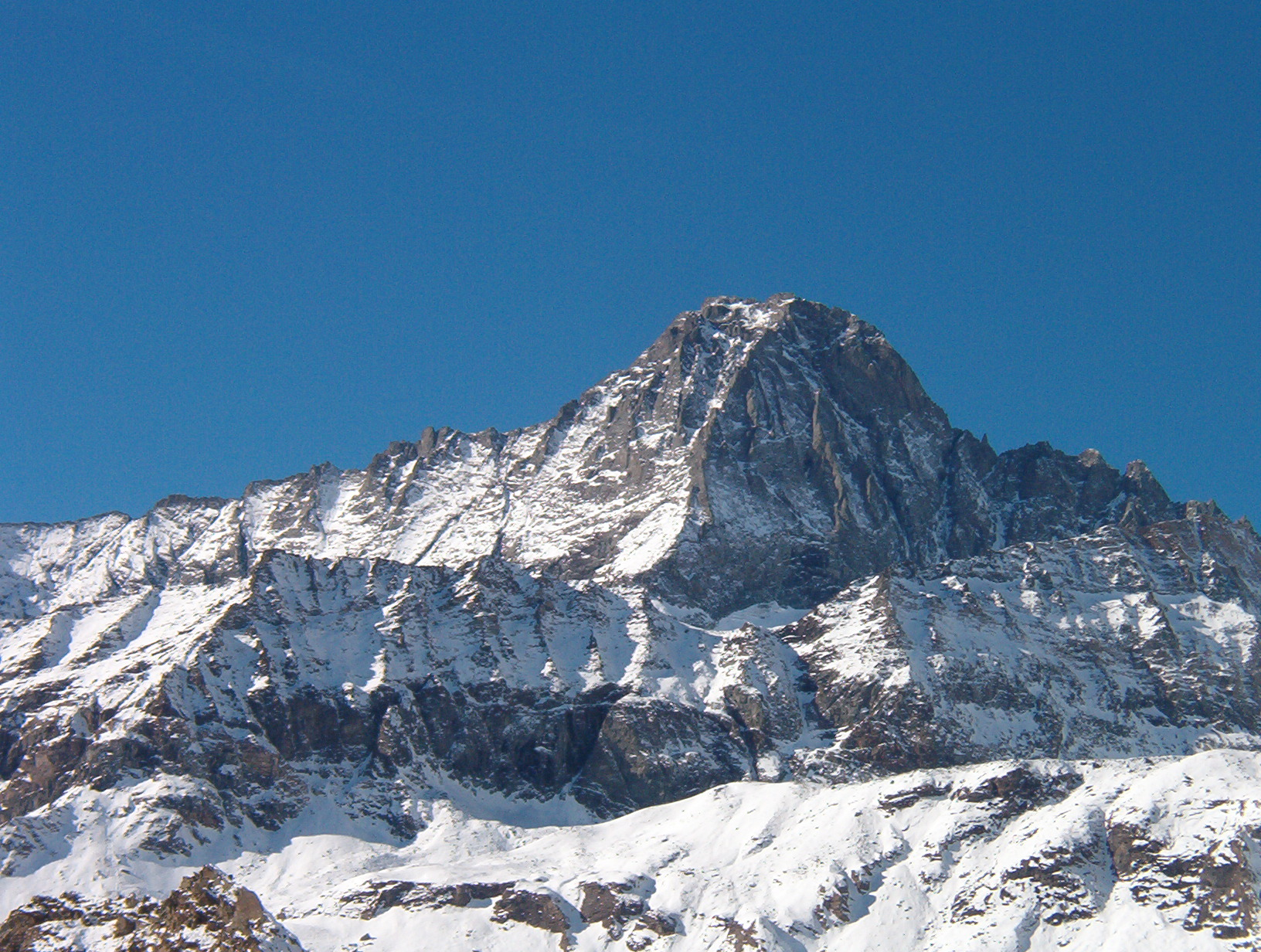

貝薩內斯山（法語：Bessanèse），是西歐的山峰，位於法國和意大利接壤的邊境，由薩瓦省和皮埃蒙特大區負責管轄，屬於格拉耶山的一部分，海拔高度3,592米，人類在1857年8月31日首次登頂。